# Kusaiebrilvogel
De kusaiebrilvogel (Zosterops cinereus) is een zangvogel uit de familie Zosteropidae (brilvogels).

## Verspreiding en leefgebied
Deze soort is endemisch op het eiland Kosrae (oude naam Kusaie) in Micronesië.

## Status
De grootte van de populatie is niet gekwantificeerd maar de soort wordt omschreven als algemeen. Op de Rode lijst van de IUCN heeft deze soort de status niet bedreigd.